# 玉木俊明
玉木 俊明（たまき としあき、1964年 - ）は、日本の経済史学者、京都産業大学教授。

## 来歴
大阪市生まれ。1987年同志社大学文学部文化学科卒業。93年同大学院博士課程中退。96年京都産業大学経済学部講師、2000年助教授、2007年教授。09年「北方ヨーロッパの商業と経済 1550-1815年」で大阪大学文学博士。

## 著書
- 『北方ヨーロッパの商業と経済 1550-1815年』知泉書館 2008
- 『近代ヨーロッパの誕生 オランダからイギリスへ』講談社選書メチエ 2009
- 『近代ヨーロッパの形成 商人と国家の世界システム』創元社 2012
- 『海洋帝国興隆史 ヨーロッパ・海・近代世界システム』講談社選書メチエ 2014
- 『ヨーロッパ覇権史』ちくま新書 2015
- 『歴史の見方 西洋史のリバイバル』創元社 2016
- 『〈情報〉帝国の興亡 ソフトパワーの五〇〇年史』講談社現代新書 2016
- 『先生も知らない世界史』日本経済新聞出版社 2016
- 『先生も知らない経済の世界史』日本経済新聞出版社 2017
- 『物流は世界史をどう変えたのか』PHP新書 2018
- 『人に話したくなる世界史』文春新書 2018
- 『逆転の世界史 覇権争奪の5000年』日本経済新聞出版社 2018
- 『ヨーロッパ 繁栄の19世紀史 ─消費社会・植民地・グローバリゼーション』ちくま新書 2018
- 『拡大するヨーロッパ世界 1415-1914』知泉書館 2018
- 『世界史を「移民」で読み解く』NHK出版新書 2019
- 『移動・交易・疫病 命と経済の人類全史』星海社新書 2020
- 『「世界史×日本史」エピソード100』星海社新書 2021
- 『16世紀「世界史」のはじまり』文春新書 2021
- 『金融化の世界史　大衆消費社会からGAFAの時代へ』ちくま新書 2021
- 『迫害された移民の経済史　ヨーロッパ覇権、影の主役』河出書房新社 2022
- 『ユーラシア大陸興亡史　ヨーロッパと中国の四〇〇〇年』平凡社 2024

### 共編著
- 『私と西洋史研究 歴史家の役割』川北稔と聞き手共著　創元社 2010
- 『北海・バルト海の商業世界』斯波照雄共編　悠書館 2015
- 『商業と異文化の接触 中世後期から近代におけるヨーロッパ国際商業の生成と展開』川分圭子共編 吉田書店 2017

### 翻訳
- パトリック・オブライエン『帝国主義と工業化 1415～1974 イギリスとヨーロッパからの視点』

秋田茂共訳 ミネルヴァ書房 Minerva西洋史ライブラリー 2000
- デレック H.オルドクロフト『20世紀のヨーロッパ経済 1914～2000年』塩谷昌史共訳 晃洋書房 2002
- M.v.ティールホフ『近世貿易の誕生 オランダの「母なる貿易」』山本大丙共訳 知泉書館 2005
- レオス・ミュラー『近世スウェーデンの貿易と商人』根本聡、入江幸二共訳 嵯峨野書院 2006
- デヴィド・カービー、メルヤ-リーサ・ヒンカネン『ヨーロッパの北の海 北海・バルト海の歴史』

牧野正憲、谷澤毅、根本聡、柏倉知秀共訳 刀水書房 2011
- ラース・マグヌソン（スウェーデン語版）『産業革命と政府 国家の見える手』知泉書館 2012
- S.R.ラークソ『情報の世界史 外国との事業情報の伝達 1815-1875』知泉書館 2014
- ラース・マグヌソン『重商主義の経済学』知泉書館 2017
- フランチェスカ・トリヴェッラート『世界をつくった貿易商人』ちくま学芸文庫 2022

## 参考
- 玉木俊明 - J-GLOBAL
- 京都産業大学経済学部経済学科／玉木俊明